# Baie Sulzberger
Pour les articles homonymes, voir Sulzberger.
La baie Sulzberger est une baie de l'Antarctique occidental située sur la côte de Saunders, au nord-ouest de la terre Marie Byrd. Elle est localisée au nord de la terre du Roi Édouard VII et donne sur la mer de Ross entre l'île Fischer (en) et l'île Vollmer (en). Elle est prise dans la barrière Sulzberger, une barrière de glace d'environ 137 × 80 km entre la terre du Roi Édouard VII et la péninsule de Guest.
Découverte par Richard Byrd le 5 décembre 1929, elle fut baptisée en l'honneur d'Arthur Hays Sulzberger, éditeur du New York Times et soutien financier des expéditions Byrd en 1928-1930 et 1933-1935.

## Formation d'icebergs
À partir du 12 mars 2011, au lendemain du séisme du 11 mars 2011 de la côte Pacifique du Tōhoku au Japon, la barrière de glace a commencé à se briser et à libérer des icebergs. Les scientifiques ont établi un lien entre la cassure de la glace et le tsunami, à une distance d'environ 13 600 km de l'épicentre du séisme. La surface du principal iceberg est approximativement celle de l'île de Manhattan. La surface totale de glace libérée est d'environ 125 km2. Cette partie de la barrière de glace n'avait pas bougé depuis 1946,,.